# Laguna de Punrún
La Laguna de Punrún es un laguna de Perú ubicada en el departamento de Pasco. Se localiza a 37 kilómetros al sureste de la ciudad de Cerro de Pasco sobre los 4200 m s. n. m., en el distrito de Tinyahuarco, provincia de Pasco. Tiene una superficie de 8 km² y alcanza profundidades de hasta 200 metros. Tiene forma ovoide y posee aguas azuladas. Allí se encuentran cinco islas en total, destacando Pumapachupan. El pueblo más cercano a esta laguna es Quisque.
Alberga animales como sapos, patos silvestres, gaviotas, las bandurrias, entre otros y peces como trucha, los bagres  y las chalhuas. La flora está la chilligua, el ichu, el garbancillo y los bofedales.
Se puede realizar actividades como la  pesca y la caza.